# كابيتال وان أرينا
كابيتال وان أرينا (بالإنجليزية: Capital One Arena)‏ هي ساحة داخلية في واشنطن العاصمة.